# Пустковик рудогорлий
Пустковик рудогорлий (Pyrrholaemus brunneus) — вид горобцеподібних птахів родини шиподзьобових (Acanthizidae). Ендемік Австралії.

## Опис
Довжина птаха становить 11-12 см. Самиці і самці досить подібні, однак лише самці мають невелику рудо-коричневу пляму на горлі, яка дає назву виду. Верхня частина голови, спина, крила і хвіст мають темно-коричнево-сіре забарвлення; забарвлення гузки і хвоста тьмяніше за решту тіла. Нижня частина тіла переважно світло-сіра.
Мелодійний спів подібний до співу канарки. Рудогорлий пустковик здатен імітувати співи інших птахів, зокрема чорноволої сорочиці, рудого пустковика, сизої віялохвістки, малюрових і шиподзьобових птахів. Він навіть здатен імітувати звук польоту голуба-бронзовокрила.

## Поширення і екологія
Рудогорлий пустковик є ендеміком Австралії. Зафіксований в усіх штатах і територіях, крім Австралійської столичної території і Тасманії. Вид найбільш поширений в Західній і Південній Австралії. В Західній Австралії він не зустрічається на крайній півночі і на південному сході, однак в центрі штату це досить поширений вид птахів. В Північній Території птах мешкає лише на півдні, в пустелі Сімпсон і в горах Макдоннел. В Квінсленді рудогорлий пустковик мешкає у внутрішніх південно-західних районах. В штаті Вікторія птах мешкає в північно-західних районах, а в Новому Південному Уельсі лише на крйньому заході. В Південній Австралії вид мешкає по всій території штату.
Це осілий птах на всьому ареалі, свідчення сезонної міграції відсутні. Всі птахи, спіймані після кільцювання були знайдені в межах 10 кілометрів від місця кільцювання.
Рудогорлий пустковик здебільшого живе в посушливих і напівпосушливих регіонах внутрішньої Австралії, однак мешкає також в деяких прибережних районах, а також на рівнинах і пасовищах. Він віддає перевагу чагарникам, заростям акацієвих і щирицевих рослин. Характерною рисою місць проживання птаха є наявність глибокого підліску, що забезпечує цьому полохливому наземному птаху харчові ресурси і місця для гніздування.

## Раціон
Рудогорлий пустковик харчується як насінням, так і різноманітними безхребетними: комахами, павуками і наземними молюсками. Він зазвичай шукає здобич на землі.

## Розмноження
Гніздування відбувається в період з червня по грудень. Гнізда досить великі, куполоподібні або кулеподібні з круглим входом. Гніздо розміщується на землі або серед чагарників. В кладці 2-4 яйця шоколадного кольору. Цей вид є жертвою гніздового паразитизму з боку віялохвостих кукавок і австралійських дідриків.

## Збереження
Хоча рудогорлий пустковик вважається МСОП таким, що не потребує особливих заходів зі збереження, він охороняється законами Нового Південного Уельсу і Вікторії. В першому штаті він вважається вразливим видом, в другому- таким, що знаходиться під загрозою зникнення. Основними загрозами є надмірний випас худоби, поширення інвазивних рослин, хижацтво з боку інтродукованих хижаків.